# Мортон, Уильям (велогонщик)
Уильям Мортон (англ. William Morton; 20 июня 1880 — 21 марта 1952) — канадский велогонщик, бронзовый призёр летних Олимпийских игр 1908.
На играх 1908 в Лондоне Андерсон соревновался в шести дисциплинах. Он получил бронзовую медаль в командной гонке преследования. В остальных заездах он не прошёл дальше первых раундов.